# Valery de Leuconay
Pour les articles homonymes, voir Saint-Valery (homonymie) et Valéry (prénom).
Saint Valery ou Walaricus (~550 - 622), abbé de Leuconay, et mort à Leuconay (ancien nom de Saint-Valery-sur-Somme) est un religieux franc, fondateur de l'abbaye de Saint-Valery-sur-Somme.
C'est un saint reconnu par l'Église catholique. Le 12 décembre 1598, le pape Clément VIII approuva  par une bulle le culte de Valery (date de sa fête au calendrier romain).

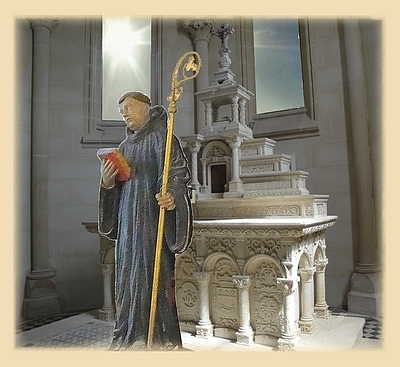
Saint Valery.

## Biographie
Valery
est né vers 550/565 en Auvergne, dans le Val d'Allier, entre Issoire et Saint-Germain-Lembron (il est répertorié dans les saints d'Auvergne). Il montre dès la prime enfance des dispositions très pieuses. Il veut lire les prières et autres textes saints. Occupé à garder les troupeaux de son père et sans accès à l'éducation, il obtient l'aide du précepteur d'une famille aisée locale, pour apprendre à lire.
Un oncle maternel est au monastère d'Antoingt (plaine du Lembron), peu éloigné. Par sa persévérance Valery circonvient l'opposition de son père et parvient à se faire accepter à ce monastère. Plus tard, n'en trouvant pas la discipline assez stricte, il gagne Auxerre pour se placer sous la protection de l’évêque saint Aunaire et appartenir au monastère Saint-Cosme-et-Saint-Damien, (devenu ensuite Saint-Marien), qui jouissait d’une réputation de plus grande austérité sous l'égide de la règle de saint Germain.
Sa réputation personnelle de sainteté, doublée de celle de grand guérisseur  commence à grandir, ce dont il s'inquiète. Il décide alors de quitter Auxerre pour rejoindre le très charismatique moine irlandais, saint Colomban qui a fondé dans Luxeuil et ses environs le plus grand centre théologique du moment. Entré comme novice, Colomban, qui connait la réputation de Valery ne tarde pas à repérer ses qualités et le met en avant.
Quelques années plus tard Colomban, en opposition à la politique en place, est en butte au harassement de la reine Brunehaut et du roi Thierry. Il doit s'exiler avec ses compagnons irlandais. Après un long périple il se pose définitivement en Italie, à Bobbio où il finira ses jours. Après sa fuite, le monastère de Luxeuil est en pleine décomposition, Valery assure la responsabilité du monastère et surtout sa défense contre les tentatives de mainmise pendant l'absence de Colomban.
Clotaire II, sa conquête achevée, délègue saint Eustace auprès de Colomban pour prier ce dernier de revenir à Luxeuil. Waldolen, membre de la délégation, demande à Colomban la permission de partir évangéliser la Neustrie en compagnie de Valery. Les deux moines partent en Neustrie, où ils retrouvent Clotaire II qui les envoie sur la terre de Leucone (maintenant Saint-Valery-sur-Somme), sur la baie de Somme en Picardie. L'évêque d'Amiens les autorise à y fonder une chapelle commune, où ils accueillent plusieurs disciples.
Le monastère (premier du diocèse d'Amiens) devient de plus en plus célèbre. Un bourg puis une ville, Saint-Valery-sur-Somme, s’établissent à proximité.
Saint Valery décède le 12 décembre 622 en son ermitage sur les hauteurs du Cap Hornu, proche de la ville. Depuis à l'endroit de sa sépulture se sont succédé un oratoire et diverses chapelles reconstruites au fil du temps. La dernière en date, toujours présente, est de 1880.

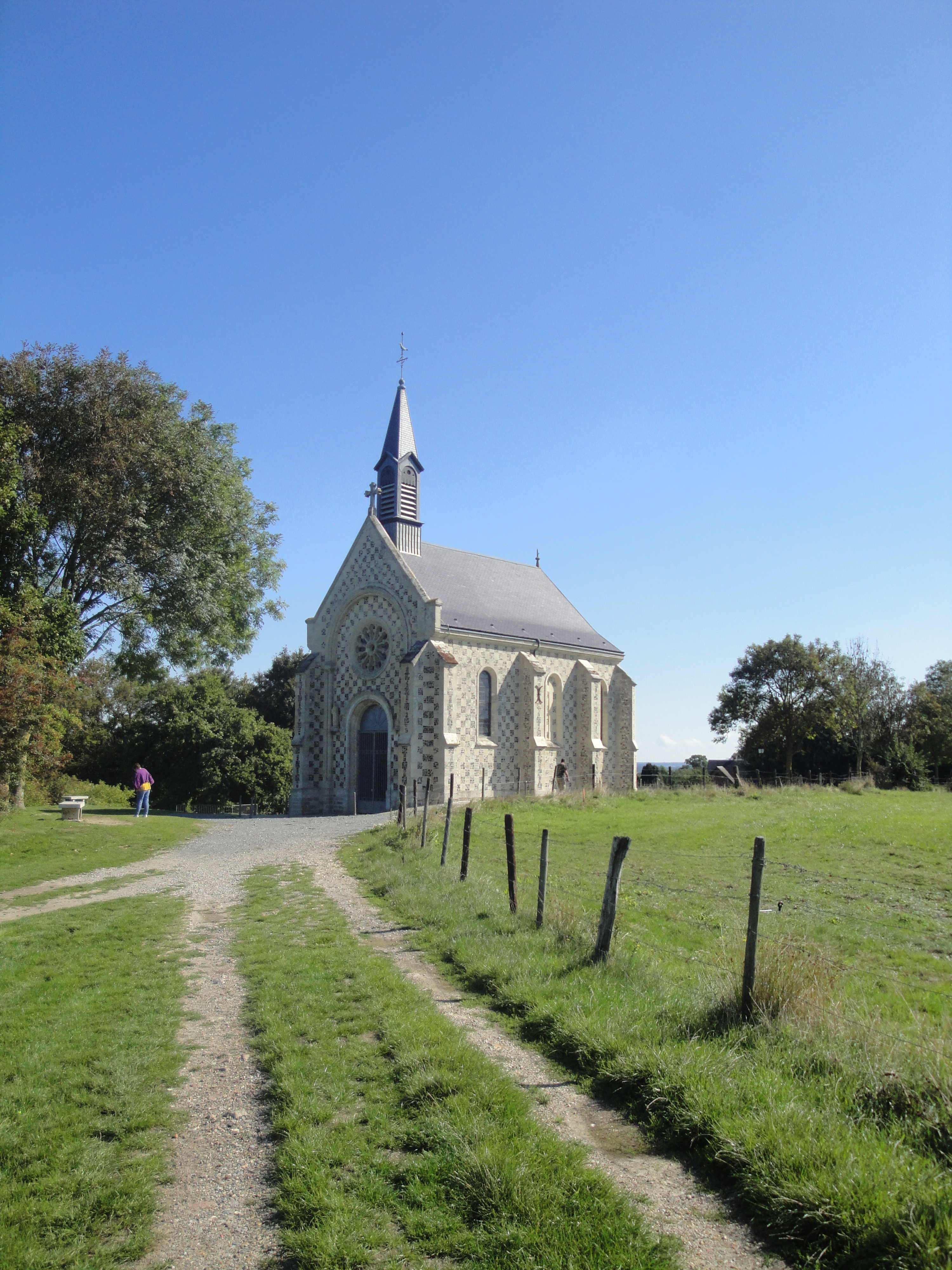
Chapelle Saint-Valery.

## Postérité

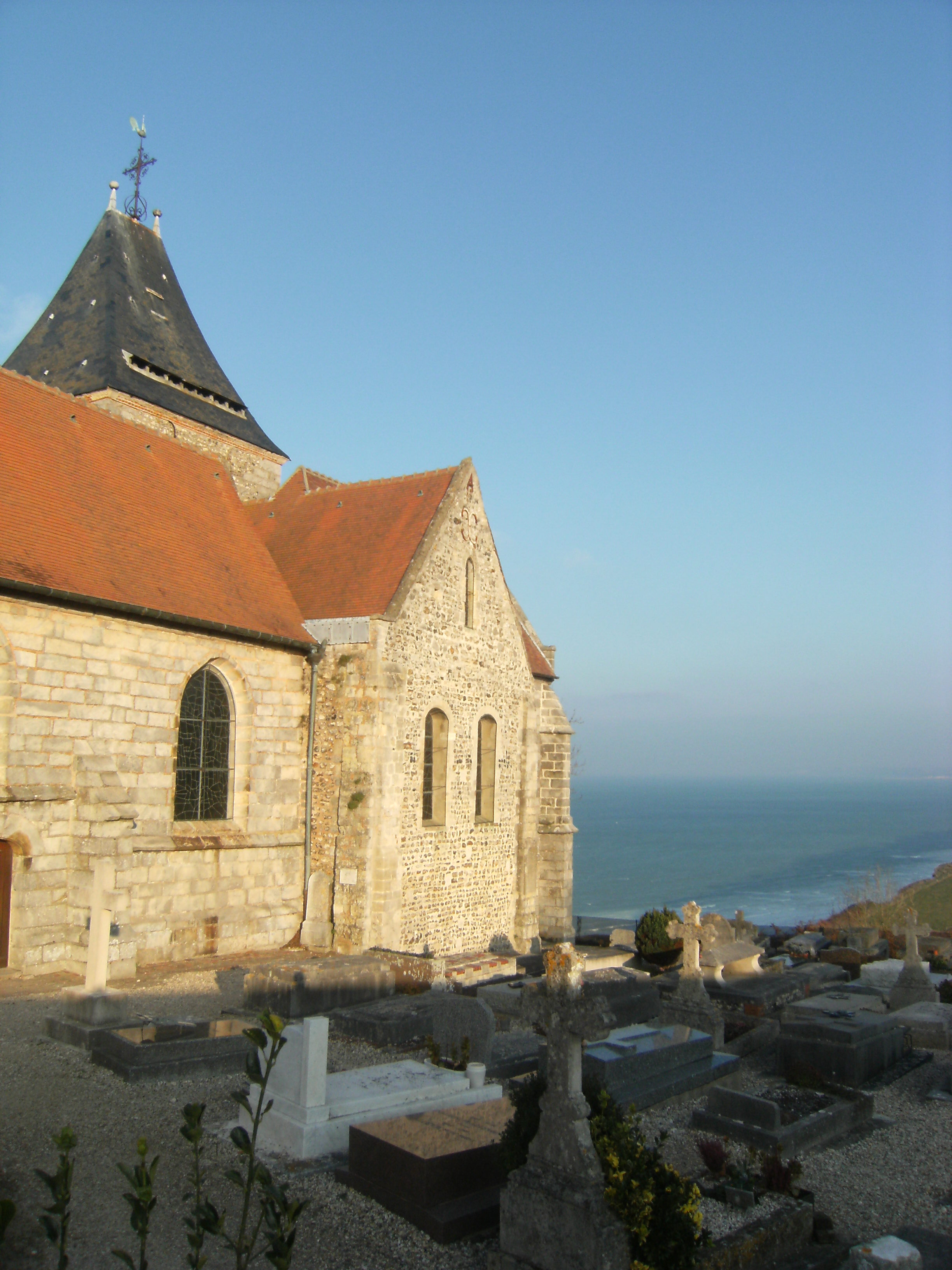
L’église Saint-Valery de Varengeville-sur-Mer.

Au début du XIe siècle, deux auteurs originaires des monastères de Saint-Valery et de Saint-Riquier, dans le Nord du pays, affirmèrent que saint Valery était apparu à Hugues Capet pour lui promettre que ses successeurs régneraient sur le royaume des Francs « jusqu’à la septième génération,. » La prophétie de saint Valery permit à certains auteurs comme Gilles de Paris ou André de Marchiennes de proclamer le retour des Carolingiens sur le trône des Francs avec Louis VIII.
Guillaume le Conquérant, qui avait une grande vénération pour saint Valery, fit prélever une partie de ses reliques et les emporta dans différentes églises d’Angleterre. Jusqu'à la frontière de l’Écosse des rues et lieux portent son nom. Il en déposa aussi en Normandie, dans ce lieu qui prit plus tard le nom de Saint-Valery-en-Caux. On peut voir aussi un gisant dans l’église Saint-Valery de Varengeville-sur-Mer.
Des reliques ont été portées à Novalaise (dans le Val di Susa, Piémont - Italie) au cours du IXe siècle, puis à Turin. San Valerico est co-patron de la ville de Turin depuis l'épidémie de peste de 1598, ses reliques étaient vénérées dans la ville depuis l'époque où les moines de Novalesa les ont amenées en 906. La basilique de La Consolata comporte une chapelle avec reliquaire et une cloche dédiées à saint Valery.
Il existe aux Pays-Bas, à Overasselt, les ruines d'un prieuré ayant appartenu à l'Abbaye de Saint-Valery. Tous les ans le 1er avril y est organisée une cérémonie avec chants et procession de la statue de Walrick.
Valery est fêté le 12 décembre et le 1er avril.